# Referendum in Turkije

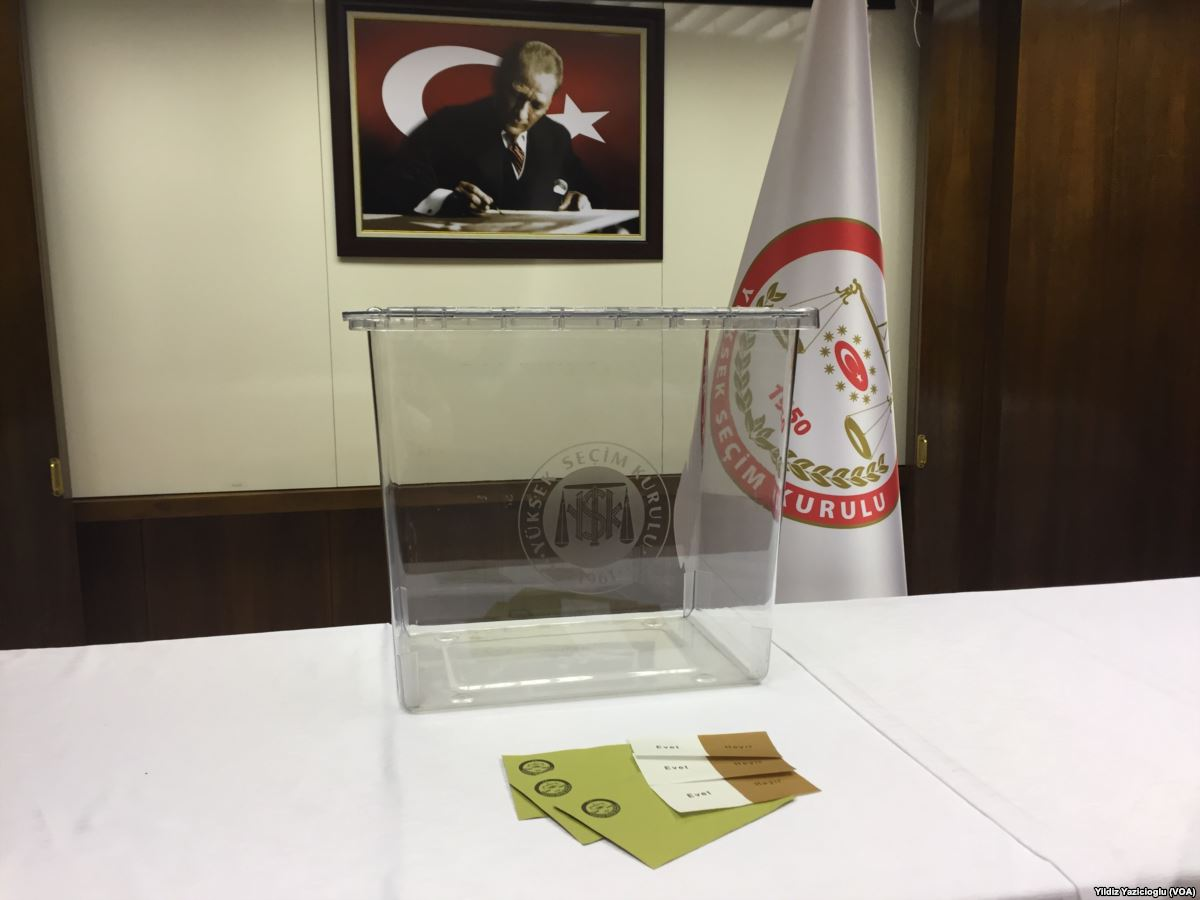
Een stembiljet en een transparante stembus

Sinds de oprichting van de Republiek Turkije in 1923 heeft het land zeven referenda op nationaal niveau gehouden. Bij de eerste twee referenda (1961 en 1982) werden nieuwe grondwetten door militaire regimes ter goedkeuring aan het publiek voorgelegd. De overige vijf referenda hadden betrekking op grondwetshervormingen en wetswijzigingen die in 1987, 1988, 2007, 2010 en 2017 door burgerregeringen waren voorgelegd.
De processen van de referenda worden uitgevoerd door de verkiezingscommissies onder leiding en toezicht van de Hoge Kiesraad van Turkije.

## Grondwettelijke referenda
Wijzigingen aan de grondwet kunnen in een referendum worden voorgelegd door zowel de wetgevende macht (parlement) als de uitvoerende macht (president).
Wettelijk is vastgelegd dat referenda over grondwetswijzigingen gehouden worden op de eerste zondag na de zestigste dag van publicatie van de desbetreffende wijziging in het Turkse Staatsblad.
In overeenstemming met de voorwaarden die in de wet zijn vastgelegd, hebben alle Turkse staatsburgers ouder dan achttien jaar het recht om te stemmen bij verkiezingen en om deel te nemen aan referenda. In overeenstemming met wet nr. 298 betreffende basisbepalingen van verkiezingen en kiezersregisters, kunnen burgers in het buitenland hun stem uitbrengen vanaf twintig dagen voor het referendum.

## Referenda bij de presidentsverkiezingen
Volgens artikel 101 van de Grondwet kunnen presidentsverkiezingen onder bepaalde voorwaarden omgezet worden in een referendum. Turkse presidenten worden gekozen in een systeem met twee rondes. Als een van de twee presidentskandidaten die door gaan naar het tweede ronde, om welke reden dan ook niet meer kan deelnemen aan de verkiezingen, wordt de tweede ronde uitgevoerd door de vacante kandidatuur te vervangen in overeenstemming met de rangschikking in de eerste ronde. Als er slechts één kandidaat overblijft voor de tweede ronde, wordt deze stemming gehouden als een referendum. Als de presidentskandidaat de meerderheid van de geldige stemmen behaalt, wordt hij of zij tot president gekozen. Als die kandidaat niet de absolute meerderheid van de geldige stemmen bij de verkiezingen behaalt, worden de presidentsverkiezingen hernieuwd.

## Referendumresultaten
Bij de Turkse referenda stemden de kiezers meestal "ja". Afgezien van de referenda van 1961 en 1982, die plaatsvonden onder militair regimes, hadden twee van de resterende vijf referenda echter niet het gewenste resultaat voor de regerende politieke partijen. Het gemiddelde acceptatiepercentage van de voorstellen van de regeringen in die referenda door het publiek was 52,6%. 
Turkse regeringen hebben geen gemakkelijke overwinningen behaald in de referenda. De ANAP-regeringen kregen bij beide referenda in 1987 en 1988 te maken met ongewenste resultaten. De grondwetswijziging, die in 2017 door de regering in een referendum werd voorgelegd, kreeg met een kleine meerderheid de instemming van de kiezers. Het is opmerkelijk dat de verschillen tussen "ja" en "nee" stemmen klein waren, vooral in de referenda van 1987 en 2017. Het overzicht van alle referenda is hieronder weergegeven.
| # | Datum             | Onderwerp                                                                                  | Opkomst (%) | Resultaat        | Resultaat         |
| # | Datum             | Onderwerp                                                                                  | Opkomst (%) | "Ja" gestemd (%) | "Nee" gestemd (%) |
| - | ----------------- | ------------------------------------------------------------------------------------------ | ----------- | ---------------- | ----------------- |
| 1 | 9 juli 1961       | De aanvaarding van de grondwet uit 1961                                                    | 81,0        | 61,7             | 38,2              |
| 2 | 7 november 1982   | De aanvaarding van de grondwet uit 1982                                                    | 91,3        | 91,4             | 8,6               |
| 3 | 6 september 1987  | Opheffing van de 10-jarige politieke verboden die in de grondwet van 1982 waren vastgelegd | 93,6        | 50,2             | 49,8              |
| 4 | 25 september 1988 | Het vervroegen van lokale verkiezingen met 1 jaar                                          | 88,8        | 35,0             | 65,0              |
| 5 | 25 oktober 2007   | Referendum over 5 voorstellen tot grondwetswijziging                                       | 67,5        | 69,0             | 31,0              |
| 6 | 12 september 2010 | Referendum over 26 voorstellen tot grondwetswijziging                                      | 73,7        | 57,9             | 42,1              |
| 7 | 16 april 2017     | Referendum over 18 voorstellen tot grondwetswijziging                                      | 85,4        | 51,4             | 48,6              |